# أندريا سالا
أندريا سالا (بالإيطالية: Andrea Sala)‏ (16 سبتمبر 1993 بسارونو في إيطاليا - ) هو لاعب كرة قدم إيطالي في مركز حراسة المرمى. لعب مع إنتر ميلان ونادي برو باتاريا ونادي ترنانا.

## وصلات خارجية
- أندريا سالا على موقع قاعدة بيانات كرة القدم.إي يو (الإنجليزية)